# Landeral
Landeral es una localidad española del municipio de Guriezo, perteneciente a la comunidad autónoma de Cantabria. 

## Geografía
La localidad se encuentra a 60 m s. n. m. y a 2 kilómetros de la capital municipal, El Puente.

## Etimología
La palabra lande es un arcaísmo castellano proveniente del latín glandem, que quiere decir bellota. Sobrevive en las variantes del cántabro-montañés junto a las variantes llandre y llande. Posee un segundo significado derivado de la palabra latina glarea (grava o cantorral), que es el de gavilla de puntas de los tallos de maíz. Landeral parece hacerse eco del primer significado.

## Historia
Hacia mediados del siglo XIX, el lugar era referido como una aldea ya por entonces perteneciente al municipio de Guriezo. Aparece descrito en el décimo volumen del Diccionario geográfico-estadístico-histórico de España y sus posesiones de Ultramar de Pascual Madoz con las siguientes palabras:

LANDERAL: ald. en la prov. y dióc. de Santander, part. jud. de Castro-Urdiales; pertenece al valle y ayunt. de Guriezo. (V.)
(Madoz, 1847, p. 59)

En 2023, la entidad singular de población de Landeral tenía empadronados 74 habitantes, todos ellos en el núcleo de población de ese nombre.